# آلاچیق (نقاشی)
آلاچیق نقاشی‌ای رنگ روغن روی بوم از کاسپار داوید فریدریش است که در سال ۱۸۱۸ خلق شده و اکنون در پیناکوتک نو در مونیخ نگهداری می‌شود.
فریدریش این اثر را به یوهان کریستیان فینیلیوس از گرایفسوالت هدیه داده بود و تا سال ۱۸۴۸ این اثر در مالکیت پسر فینیلیوس، هرمان فینیلیوس، در همان شهر گرایفسوالت بوده است. هرمان این اثر را به خواهرش فریدریکه بوتز سپرد که او نیز آن را به پل هانوو (۱۹۰۹–۱۹۳۶) واگذار کرد. این نقاشی در سال ۱۹۴۴ به دلیل شرایط جنگی گم شد.
این نقاشی ظاهراً در سال ۱۹۹۴ توسط جوانی از یک فروشندهٔ آثار هنری در کراکوف خریداری شده و در وضعیت کثیف به جلسهٔ مشاورهٔ موزهٔ پیناکوتک نو در مونیخ آورده شده است. امضای خیالی اولیه تشخیص قطعی اثر را دشوار کرده بود. در سال ۱۹۹۵، آلاچیق که به فریدریش نسبت داده می‌شد توسط «انجمن پیناکوتک» از «مالکیت خصوصی» به گفتهٔ مدیر کل وقت مجموعه‌های هنری دولتی باواریا، یوهان جورج فون هوهن‌زولرن، با «قیمت مناسبی» خریداری شد. از آن زمان، این اثر پس از مرمت در مجموعهٔ پیناکوتک نو نگهداری می‌شود؛ و برای اولین بار پس از ۱۸۰ سال از تاریخ تخمینی خلق آن، در ۲۴ ژوئیهٔ ۱۹۹۸ به نمایش عمومی درآمد.